# 14659 Gregoriana
14659 Gregoriana è un asteroide della fascia principale. Scoperto nel 1999, presenta un'orbita caratterizzata da un semiasse maggiore pari a 2,6436847 UA e da un'eccentricità di 0,1162808, inclinata di 11,50912° rispetto all'eclittica.